# Lama (Buddhismus)
Lama (tibetisch བླ་མ་ Wylie bla-ma; „Leiter“ oder „Hoher Priester“) ist ein Titel für einen tibetischen Lehrer des Dharma, verwandt (aber nicht sprachlich verwandt) mit dem Sanskrit-Ausdruck Guru.

## Kulturgeschichte und Entwicklung
Frühe Quellen zeigen den Reichtum in der Geschichte der Entwicklung im Tibet des 13. Jahrhunderts. Die Kaiser dieser Zeit Periode und den Übergang zum Buddhismus in Zentralasien.

## Die Geschichte des Trülku-Systems
Das tibetische Trülku-System besteht seit vielen Jahrhunderten. Heute unter den berühmtesten Trülkus sind beispielsweise der „14.“ Dalai Lama oder der „17.“ Karmapa. Insgesamt gibt es zirka 1000 Trülkus. Je nach Art ihrer spirituellen Schwerpunktsetzung bezeichnet man diese Trülkus auch als Wiedergeburt eines bestimmten Bodhisattva. Der Dalai Lama beispielsweise gilt als Verkörperung des Bodhisattva Avalokiteshvara, der unter anderem als Beschützer Tibets gesehen wird. Der Penchen Lama gilt als Verkörperung des Bodhisattva Amithaba.